# Shikokuchuo
Shikokuchuo (Japans: 四国中央市, Shikokuchūō-shi) is een Japanse stad in de prefectuur Ehime. In 2014 telde de stad 87.760 inwoners.

## Geschiedenis
Op 1 april 2004 werd Shikokuchuo benoemd tot stad (shi). Dit gebeurde na het samenvoegen van de steden Iyomishima (伊予三島市), Kawanoe (川之江市), de gemeente Doi (土居町) en het dorp Shingu (新宮村).

## Klimaat
Shikokuchūō heeft een vochtig subtropisch klimaat (Köppen Cfa ) dat wordt gekenmerkt door warme zomers en koele winters met lichte sneeuwval. De gemiddelde jaartemperatuur in Shikokuchūō is 12,5 °C. De gemiddelde jaarlijkse regenval is 2030 mm met september als natste maand. De temperaturen zijn gemiddeld het hoogst in januari, rond de 23,7 °C, en het laagst in januari, rond de 1,3 °C.

## Partnersteden
- Xuancheng, China

Steden:
Imabari · Iyo · Matsuyama (Hoofdstad) · Niihama · Ozu · Saijo · Seiyo · Shikokuchuo · Toon · Uwajima · Yawatahama

Districten:
Iyo · Kamiukena · Kita · Kitauwa · Minamiuwa · Nishiuwa · Ochi
Gemeenten per district